# Митрофановка (Крым)
Митрофа́новка (до 1858 года Солла́р; укр. Митрофанівка, крымскотат. Sollar, Соллар) — село в Нижнегорском районе Республики Крым, центр Митрофановского сельского поселения (согласно административно-территориальному делению Украины — Митрофановского сельского совета Автономной Республики Крым).

## Население
| 2001 | 2014  |
| ---- | ----- |
| 1425 | ↘1226 |

Всеукраинская перепись 2001 года показала следующее распределение по носителям языка
| Язык             | Процент |
| ---------------- | ------- |
| русский          | 79.79   |
| крымскотатарский | 14.46   |
| украинский       | 5.12    |
| другие           | 0.21    |

### Динамика численности
| - 1864 год — 377 чел. - 1886 год — 324 чел. - 1889 год — 337 чел. - 1892 год — 290 чел. - 1897 год — 504 чел. - 1900 год — 504 чел. - 1915 год — 585/74 чел. | - 1926 год — 606 чел. - 1939 год — 780 чел. - 1974 год — 1171 чел. - 1989 год — 1136 чел. - 2001 год — 1425 чел. - 2014 год — 1226 чел. |

## Современное состояние
На 2017 год в Митрофановке числится 9 улиц и 2 территории Комплекс зданий и сооружений № 1 и № 2; на 2009 год, по данным сельсовета, село занимало площадь 201,1 гектара на которой, в 439 дворах, проживало более 1,3 тысяч человек. В селе действуют фельдшерско-акушерский пункт, отделение почты России, сельский дом
культуры, библиотека-филиал № 12. Митрофановка связана автобусным сообщением с Симферополем, Севастополем, райцентром и соседними населёнными пунктами. В 1985 году в центре села был установлен памятный знак в честь жителей Митрофановки, погибших на фронтах и в партизанских отрядах в годы Великой Отечественной войны. Знак представляет собой обелиск на постаменте. Постановлением Совета министров Республики Крым № 627 от 20 декабря 2016 года отнесёный к категории объектов культурно-исторического наследия России регионального значения.

## География
Митрофановка — большое село в центре района, в степном Крыму, на правом берегу Салгира, высота центра села над уровнем моря — 22 м. Ближайшие сёла: Буревестник в 0,7 км на запад и Червоное в 1,5 км на север. Расстояние до райцентра — около 6 километров (по шоссе) на восток, там же ближайшая железнодорожная станция — Нижнегорская (на линии Джанкой — Феодосия). Транспортное сообщение осуществляется по региональной автодороге 35К-014 Красногвардейское — Нижнегорский (по украинской классификации — Т-0110).

## История
По одним данным, село было основано в 1858 году переселенцами из Курской и Воронежской губерний на месте опустевших деревень.
Согласно «Памятной книжке Таврической губернии за 1867 год», деревни Биюк и Кучук Соллар были покинуты жителями в 1860—1864 годах, в результате эмиграции крымских татар, особенно массовой после Крымской войны 1853—1856 годов, в Турцию и заселены русскими из Бердянского уезда, а деревня переименована в Митрофановку.
В «Списке населённых мест Таврической губернии по сведениям 1864 года», составленном по результатам VIII ревизии 1864 года, согласно которому, Митрофановка, или 2 бывших деревни Шейих-Монахской волости Феодосийского уезда Кучук-Соллар и Биюк-Соллар — казённое русское село с 50 дворами, 377 жителями и православной церковью при реке Салгире. На трёхверстовой карте Шуберта 1865—1876 года село Митрофановка обозначена с 25 дворами. На 1886 год в селе Митрофановка (или Кучук и Биюк-Соллар), согласно справочнику «Волости и важнѣйшія селенія Европейской Россіи», проживало 324 человека в 45 домохозяйствах, действовали православная церковь, школа и лавка. По «Памятной книге Таврической губернии 1889 года „, по результатам Х ревизии 1887 года, в деревне Митрофановка числилось 57 дворов и 337 жителей.
После земской реформы 1890-х годов деревню приписали к Андреевской волости. По “…Памятной книжке Таврической губернии на 1892 год» в Митрофановке, входившей в Митрофановское сельское общество, числилось 290 жителей в 40 домохозяйства. Перепись 1897 года зафиксировала в деревне 504 жителя, из них 488 православных. По «…Памятной книжке Таврической губернии на 1900 год» в селе Митрофановка числилось 504 жителя в 37 дворах. По Статистическому справочнику Таврической губернии. Ч.II-я. Статистический очерк, выпуск пятый Феодосийский уезд, 1915 год, в селе Митрофановка Андреевской волости Феодосийского уезда числилось 103 двора
```
(77 дворов с землёй, 26 — безземельные) с русским населением в количестве 585 человек приписных жителей и 74 — «посторонних», из которых 335 мужчин и 324 женщины. Жители владели 1696 
десятинами
 удобной земли. В хозяйствах имелось 320 лошадей, 50 волов, 150 коров и 470 голов мелкого скот
[
16
]
.
```

После установления в Крыму Советской власти, по постановлению Крымревкома № 206 «Об изменении административных границ» от 8 января 1921 года была упразднена волостная система и село вошло в состав Ичкинского района Феодосийского уезда, а в 1922 году уезды получили название округов. 11 октября 1923 года, согласно постановлению ВЦИК, в административное деление Крымской АССР были внесены изменения, в результате которых округа были отменены, Ичкинский район упразднили, включив в состав Феодосийского в состав которого включили и село. Согласно Списку населённых пунктов Крымской АССР по Всесоюзной переписи 17 декабря 1926 года, в селе Митрофановка, Желябовского сельсовета Феодосийского района, числилось 146 дворов, из них 144 крестьянских, население составляло 606 человек, из них 598 русских, 3 эстонца, 2 болгар, 1 немец, 2 записаны в графе «прочие» действовала татарская школа I ступени (пятилетка). Постановлением ВЦИК «О реорганизации сети районов Крымской АССР» от 30 октября 1930 года был создан Сейтлерский район (по другим сведениям 15 сентября 1931 года) и село передали в его состав. Видимо, в ходе той же реорганизации, был образован Митрофановский сельсовет, поскольку на 1940 год он уже существовал и действовал всю дальнейшую историю. По данным всесоюзной переписи населения 1939 года в селе проживало 780 человек.
В 1944 году, после освобождения Крыма от фашистов, 12 августа 1944 года было принято постановление № ГОКО-6372с «О переселении колхозников в районы Крыма» и в сентябре 1944 года в район приехали первые новоселы (320 семей) из Тамбовской области, а в начале 1950-х годов последовала вторая волна переселенцев из различных областей Украины. С 25 июня 1946 года Митрофановка в составе Крымской области РСФСР. С 1950 года в селе — центральная усадьба колхоза «Большевик». 26 апреля 1954 года Крымская область была передана из состава РСФСР в состав УССР. По данным переписи 1989 года в селе проживало 1136 человек. С 12 февраля 1991 года село в восстановленной Крымской АССР, 26 февраля 1992 года переименованной в Автономную Республику Крым. С 21 марта 2014 года в составе Крыма аннексирована Россией.